# Donacoscaptes lipan
Donacoscaptes lipan là một loài bướm đêm trong họ Crambidae.